# Simpsonictis
Simpsonictis — вимерлий рід хижоморфних ссавців. Скам'янілості знайдено в таких країнах: Канада (Альберта), США (Монтана, Вайомінг). Описано такі види: Simpsonictis jaynanneae, Simpsonictis pegus, Simpsonictis tenuis.